# Mistrzostwa Polski w pływaniu synchronicznym
Najważniejsze krajowe zawody rozgrywane co roku, mające na celu wyłonienie najlepszych zawodniczek w Polsce. W kategorii seniorek może startować każdy, natomiast juniorki są do lat 18.
| Miejsce i rok  | Solo                               | Duet                                                      | Zespół          | Kombinacja      |
| Poznań, 1992   | Agnieszka Hofman - Poznań          | Agnieszka Rybak i Agnieszka Hofman - Poznań               | Poznań          | -               |
| Oświęcim, 1995 | Olga Niewitecka - Poznań           | Olga Niewitecka i Joanna Adamczak - Poznań                | Poznań          | -               |
| Poznań, 1997   |                                    | Agata Dawidowska i Katarzyna Dawidowska - Dąbrówka Poznań | Dąbrówka Poznań | -               |
| Poznań, 1998   |                                    | Agata Dawidowska i Katarzyna Dawidowska - Dąbrówka Poznań | Dąbrówka Poznań | -               |
| Poznań, 1999   | Anna Antoniewska - Dąbrówka Poznań | Anna Antoniewska i Justyna Kabała - Dąbrówka Poznań       | Dąbrówka Poznań | -               |
| Poznań, 2001   | Justyna Kabała - Dąbrówka Poznań   | Justyna Kabała i Małgorzata Walczak - Dąbrówka Poznań     | Dąbrówka Poznań | -               |
| Poznań, 2002   | Justyna Kabała - Dąbrówka Poznań   | Justyna Kabała i Małgorzata Walczak - Dąbrówka Poznań     | Dąbrówka Poznań | -               |
| Poznań, 2003   | Justyna Kabała - Dąbrówka Poznań   | Agata Dawidowska i Katarzyna Dawidowska - Dąbrówka Poznań | Dąbrówka Poznań | -               |
| Poznań, 2004   | Agata Bilska - Dąbrówka Poznań     | Izabela Kuncewicz i Zuzanna Matuszak - Dąbrówka Poznań    | Dąbrówka Poznań | Dąbrówka Poznań |
| Warszawa, 2005 | Agata Bilska - Dąbrówka Poznań     | Agata Bilska i Weronika Sękowska - Dąbrówka Poznań        | Dąbrówka Poznań | Dąbrówka Poznań |
| Poznań, 2006   | Sandra Kaczmarek - Dąbrówka Poznań | Sandra Kaczmarek i Weronika Sękowska - Dąbrówka Poznań    | Dąbrówka Poznań | Dąbrówka Poznań |
| Śrem, 2007     | Sandra Kaczmarek - Dąbrówka Poznań | Agata Bilska i Weronika Sękowska - Dąbrówka Poznań        | Dąbrówka Poznań | Dąbrówka Poznań |
| Poznań, 2008   | Sandra Kaczmarek - AZS AWF Poznań  | Sandra Kaczmarek i Weronika Sękowska - AZS AWF Poznań     | AZS AWF Poznań  | AZS AWF Poznań  |
| Warszawa, 2009 | Anna Klimaszyk - AZS AWF Poznań    | Anna Klimaszyk i Emilia Szczepaniak - AZS AWF Poznań      | AZS AWF Poznań  | AZS AWF Poznań  |
| Poznań, 2010   | Weronika Sękowska - AZS AWF Poznań | Weronika Sękowska i Sara Krawczyńska - AZS AWF Poznań     | AZS AWF Poznań  | AZS AWF Poznań  |